# Дворец культуры имени И. В. Окунева
Дворец культуры имени И. В. Окунева — дом культуры одного из двух градообразующих предприятий Нижнего Тагила завода «УВЗ», один из главных и крупнейших дворцов культуры в Нижнем Тагиле.
Дворец расположен в парке культуры им. Окунева, находится по улице Окунева в Дзержинском районе города, на Вагонке. Самый большой дворец культуры Свердловской области.

## История
В 1951 году директор Уралвагонзавода И. В. Окунев добился решения Совета Министров СССР о возведении в Нижнем Тагиле дворца культуры для своего предприятия. Этому способствовало то, что крупный советский танковый завод своего дворца культуры не имел, а вместо него были только 6 рабочих клубов, располагавшихся в деревянных зданиях.
Для строительства Дворца культуры «Уралвагонзавода» был одобрен проект архитектора московского института «Горпроект» Э. М. Залесской. Возведение здания началось летом 1952 году и продолжалось целых шесть лет до 1958 года. Это было связано с тем, что для строительства этого крупного и сложного здания в послевоенные годы не хватало средств, а потом вышло постановление правительства СССР о снижении сметной стоимости здания, и потребовались большие усилия, чтобы все отделочные работы были завершены в полном объёме. Директор «Уралвагонзавода» И. В. Окунев лично курировал последние 11 месяцев строительства, а осенью 1958 года работники предприятия проводили массовые субботники и воскресники для облагораживания прилегающей к дворцу культуры территории и насаждения Парка культуры УВЗ. Открытие дворца культуры состоялось 5 ноября 1958 году.
И. В. Окунев был директором «Уралвагонзавода» до 1969 года и скончался в 1972 году. В память о нём 14 августа 1973 году дворцу культуры «Уралвагонзавода» и окружающему парку культуры было присвоено его имя.
За более чем полувековую историю дворца культуры здесь работали такие творческие коллективы, как академическая хоровая капелла, симфонический оркестр, ансамбль скрипачей, театр классического балета, неоднократно получавшие дипломы лауреатов различных всесоюзных конкурсов. На сцене дворца ставились такие спектакли, как «На дне» М. Горького, «Свадьба в Малиновке» Б. Александрова, «Сто чертей и одна девушка» Т. Хренникова и другие.
Ныне дворец культуры продолжает свою деятельность.

## Описание
Дворец культуры построен в классическом, распространённом в СССР стиле — ампире (точнее, сталинском ампире), совмещённом с советским монументализмом. Здание имеет сложную компоновку. Центральная часть здания сделана в виде большого греческого портика с двумя рядами коринфских колонн, от которых идут ступени. Боковые флигели здания украшены малыми портиками и соединены с центральной частью переходами, формируя между собой два небольших внутренних дворика. Интерьер дворца оформлен красным, розовым и белым уральским мрамором, а пол, окна и двери выполнены из дуба. Центральное фойе освещают большие люстры. Театральный зал Дворца культуры рассчитан на 800 мест, здесь есть вестибюль, фойе с балконом, вращающаяся сцена, оркестровая яма и комнаты для артистов. В левом крыле дворца расположен малый зрительный зал, предназначенный для 200 зрителей, а также танцевальный зал и библиотека. В правом крыле дворца находятся спортивный и выставочный залы, а также кружковые комнаты.